# Loretto, Tennessee
Loretto är en stad i Lawrence County i Tennessee. Vid 2010 års folkräkning hade Loretto 1 714 invånare.